# Domenica Cinque
Domenica Cinque è stato un programma televisivo italiano di genere talk show, varietà, rotocalco, contenitore e infotainment, ideato da Massimo Donelli, andato in onda su Canale 5 dal 20 settembre 2009 al 29 aprile 2012. Dal 20 settembre 2009 al 12 dicembre 2010 la conduzione era stata affidata a Barbara D'Urso, mentre dal 16 gennaio 2011 al 29 aprile 2012 la conduzione era passata a Federica Panicucci (affiancata da Claudio Brachino dal 16 gennaio al 18 dicembre 2011). Il programma ha avuto tre edizioni e veniva trasmesso in diretta ogni domenica pomeriggio dallo studio 10 del Centro di produzione Mediaset di Cologno Monzese.

## Il programma
Il programma, nato da un'idea di Massimo Donelli come rotocalco in onda nella fascia pomeridiana della domenica, era realizzato dalla testata giornalistica italiana Videonews e trattava le vicende legate all'attualità, alla cronaca, alla politica, all'economia, alla società, allo spettacolo e al gossip, con l'ausilio di servizi, della corrispondenza degli inviati e della presenza di ospiti e opinionisti in studio e in collegamento, pronti ad intervenire sulle varie tematiche.

### Studi televisivi
| Studio televisivo                                              | Edizione | Edizione | Edizione | Totale |
| Studio televisivo                                              | 1ª       | 2ª       | 3ª       | Totale |
| -------------------------------------------------------------- | -------- | -------- | -------- | ------ |
| Studio 10 del Centro di produzione Mediaset di Cologno Monzese |          |          |          | 3      |

## Edizioni
| Edizione | Anno      | Conduzione         | Conduzione         | Periodo           | Periodo          | Puntate | Regia            | Studio                                                         |
| Edizione | Anno      | Conduzione         | Conduzione         | Inizio            | Fine             | Puntate | Regia            | Studio                                                         |
| -------- | --------- | ------------------ | ------------------ | ----------------- | ---------------- | ------- | ---------------- | -------------------------------------------------------------- |
| 1ª       | 2009-2010 | Barbara D'Urso     | Barbara D'Urso     | 20 settembre 2009 | 16 maggio 2010   | 31      | Dario Calleri    | Studio 10 del Centro di produzione Mediaset di Cologno Monzese |
| 2ª       | 2010-2011 | Barbara D'Urso     | Barbara D'Urso     | 19 settembre 2010 | 12 dicembre 2010 | 13      | Dario Calleri    | Studio 10 del Centro di produzione Mediaset di Cologno Monzese |
| 2ª       | 2010-2011 | Federica Panicucci | Claudio Brachino   | 16 gennaio 2011   | 29 maggio 2011   | 19      | Giorgio Bardelli | Studio 10 del Centro di produzione Mediaset di Cologno Monzese |
| 3ª       | 2011-2012 | Federica Panicucci | Claudio Brachino   | 25 settembre 2011 | 18 dicembre 2011 | 13      | Giorgio Bardelli | Studio 10 del Centro di produzione Mediaset di Cologno Monzese |
| 3ª       | 2011-2012 | Federica Panicucci | Federica Panicucci | 15 gennaio 2012   | 29 aprile 2012   | 15      | Giorgio Bardelli | Studio 10 del Centro di produzione Mediaset di Cologno Monzese |

### Prima edizione (2009-2010)
La prima edizione di Domenica Cinque, era andata in diretta dal 20 settembre 2009 al 16 maggio 2010 con la conduzione di Barbara D'Urso, dallo studio 10 del Centro di produzione Mediaset di Cologno Monzese. Il programma, simile alla storica Buona Domenica, aveva sostituito i programmi presenti nelle domeniche pomeriggio della stagione 2008-2009, ovvero la puntata domenicale del talent show Amici di Maria De Filippi e il varietà Questa Domenica.
Nella prima parte della prima edizione (ovvero dal 20 settembre al 20 dicembre 2009) l'accompagnamento musicale era stato affidato a Vittorio Gucci (e alla sua band), in studio vi era il corpo di ballo dei Modulo Project e a questi si uniscono due coppie "over 60" prese dal pubblico per proporre coreografie studiate da Gabriella Labate. Le inviate fisse dell'intera prima edizione sono Serena Garitta, Cristina Del Basso e Francesca Fioretti, le quali sono affiancate da Francesca Cipriani nell'autunno 2009. Oltre all'arbitro Vittorio Sgarbi che coordinava il talk introduttivo condotto dalla D'Urso all'inizio di ogni puntata durante l'intera prima edizione, tra gli opinionisti fissi della prima edizione troviamo Raffaello Tonon, Micol Ronchi, Laura Drzewicka, Siria De Fazio, Éva Henger, Rosita Celentano, Rocco Pietrantonio e Lory Del Santo. Il cast era stato inizialmente composto anche da Platinette e dal valletto Bruno Cabrerizo, il quale nel gennaio 2010 aveva abbandonato il programma cedendo il posto a Franco Villa. Ospite ricorrente del programma è la cantante Pamela Petrarolo, la quale si esibisce con diverse canzoni.
Nella seconda parte della prima edizione (ovvero dal 10 gennaio al 16 maggio 2010) vi sono alcune modifiche al cast originario: il corpo di ballo cambia e viene riformato e ridimensionato in sei elementi (Francesco Spizzirri, Alessio Vincolo, Jessica Sala, Serena De Lorenzis, Veronica Sormani e Carola Gatti), le coreografie sono affidate a Loredana Zucchi, mentre l'accompagnamento musicale fu affidato alla Lova Band diretta da Max Longhi, con le voci di Sewit Villa, Mary Montesano, Barbara Comi e Marco "Mark" Evans. Tale cast fu presente anche durante l'intera seconda edizione.

### Seconda edizione (2010-2011)
La seconda edizione di Domenica Cinque, era andata in diretta dal 19 settembre 2010 al 29 maggio 2011 con la conduzione da Barbara D'Urso (dal 19 settembre al 12 dicembre 2010) e di Federica Panicucci e Claudio Brachino (dal 16 gennaio al 29 maggio 2011), sempre dallo studio 10 del Centro di produzione Mediaset di Cologno Monzese. Tra le novità rilevanti di questa edizione c'era il cambio della sigla, Quelli belli come noi delle Gemelle Kessler al posto di Voglio vivere così, e la possibilità del pubblico da casa di interagire con lo studio tramite un indirizzo mail o una telefonata (proprio come avveniva nel programma A gentile richiesta, versione estiva di Pomeriggio Cinque), filtrata da un centralino composto da alcune giornaliste e parte integrante dello studio: il centralino è anche il punto di collegamento tra gli spettatori e gli inventori e inserzionisti che propongono le loro ideazioni al pubblico. Durante la conduzione in solitaria della D'Urso (terminata il 12 dicembre 2010), nel cast fisso erano presenti Veronica Ciardi, Serena Garitta e Patrick Ray Pugliese come inviati, Nora Mogalle (già artista del Moulin Rouge) come prima ballerina, il meteorologo Paolo Corazzon, la showgirl Pamela Petrarolo con le sue esibizioni canore e musicali. Tra gli opinionisti dell'intera seconda edizione troviamo i medesimi della prima edizione (tranne l'arbitro Vittorio Sgarbi) e alcuni dei vari volti nuovi usciti dal Grande Fratello 11, tra cui Margherita Zanatta e Guendalina Tavassi.

Logo di Domenica Cinque durante la conduzione di Claudio Brachino e Federica Panicucci nel 2011.

Dopo un mese di assenza per la pausa natalizia, per la precisione dal 16 gennaio 2011 in poi, il programma aveva subito un restyling radicale nella sua struttura, nella sigla (sostituita con La domenica del deejay di Mario Fargetta), nella grafica, nel cast giornalisti, ospiti, produzione e conduzione, e viene diviso in due differenti segmenti e blocchi:
- 14:00-15:30 Domenica Cinque... Dentro la notizia con Claudio Brachino
- 15:30-16:10 Domenica Cinque... Talk con Federica Panicucci
- 16:10-18:40 Domenica Cinque... Musica e parole con Federica Panicucci
- 18:40-18:50 I saluti di Domenica Cinque con Claudio Brachino e Federica Panicucci

Dal 16 gennaio al 29 maggio 2011 nel nuovo cast fisso del programma vi era la Lova Band, gli inviati Veronica Ciardi e Rocco Pietrantonio, la showgirl Pamela Petrarolo, la prima ballerina Nora Mogalle e il giornalista di gossip Gabriele Parpiglia.

### Terza edizione (2011-2012)
La terza edizione di Domenica Cinque, visto il successo ottenuto dalla seconda edizione, era andata in diretta dal 25 settembre 2011 al 29 aprile 2012 con la conduzione di Federica Panicucci e Claudio Brachino (dal 25 settembre al 18 dicembre 2011) e in seguito dalla sola Panicucci (dal 15 gennaio al 29 aprile 2012), sempre dallo studio 10 del Centro di produzione Mediaset di Cologno Monzese. Inoltre, erano stati confermati anche gli stessi inviati in esterna (Veronica Ciardi e Rocco Pietrantonio), presenti al momento della chiusura dell'edizione precedente. 
Anche in questa terza edizione, il programma era stato inizialmente diviso in diverse parti distinte: 
- 13:40-16:00 Domenica Cinque... Dentro la notizia con Claudio Brachino
- 16:00-16:50 Domenica Cinque... Musica e parole con Federica Panicucci
- 16:50-17:55 Domenica Cinque con Federica Panicucci
- 17:55-18:35 Domenica Cinque... Grande Fratello con Federica Panicucci
- 18:35-18:45 I saluti di Domenica Cinque con Claudio Brachino e Federica Panicucci

Presenze fisse: il giornalista di gossip Gabriele Parpiglia e l'astrologo Mauro Perfetti. La prima parte della terza edizione si è conclusa il 18 dicembre 2011, ossia prima del break festivo: in seguito ai bassi ascolti ottenuti dal programma nell'autunno 2011, Mediaset decise di togliere la diretta alla trasmissione e, quindi, di cancellare l'intero settore di Brachino.

Un'immagine della sigla di Domenica Cinque con il logo di Canale 5 durante la cosiddetta "versione ridotta" di Federica Panicucci.

 Il 15 gennaio 2012, dopo la consueta pausa natalizia, inizia la seconda parte della terza edizione con la messa in onda del solo segmento di Federica Panicucci (in onda dalle 16:05 in poi col titolo Domenica Cinque... Con voi), mentre, come già detto sopra, il segmento di Claudio Brachino (che era in onda, con il titolo Dentro la notizia, nella parte antecedente) viene nel palinsesto da alcuni film (dal titolo Domenica Cinque... Film con conseguente scomparsa della parte dedicata ai fatti di cronaca e attualità. Inoltre, come già anticipato sopra, la trasmissione, sempre da tale data, subisce, oltre al taglio appena descritto, anche la perdita della diretta: infatti questa "versione ridotta" di Domenica Cinque viene registrata il venerdì sera nello studio di Pomeriggio Cinque poco dopo la fine della diretta di tale programma per la puntata del venerdì pomeriggio. In questa versione di Domenica Cinque sono presenti l'astrologo Mauro Perfetti, l'inviata Veronica Ciardi e vari opinionisti (tra cui Micol Ronchi, Marika Baldini, Monica Setta, Raffaello Tonon e altri, più alcuni dei vari volti nuovi usciti dal Grande Fratello 12, tra cui Claudia Letizia e Valeria Molin Pradel), mentre Gabriele Parpiglia e Rocco Pietrantonio non sono più presenti nella trasmissione, mentre Brachino rimane come autore (insieme alla Panicucci) del programma pur non comparendo più in video. Questa terza edizione, visto il risultato auditel ancora più scarso ricevuto nel periodo di trasmissione successivo alla pausa natalizia (ovvero il periodo compreso tra il 16 gennaio e il 29 aprile, tranne che per il giorno di Pasqua), si conclude anticipatamente (e definitivamente) il 29 aprile 2012 e viene trasformata dal 7 ottobre successivo in Domenica Live.

## Audience
| Edizione | Rete televisiva | Anno      | Stagione          | Orario      | Durata  | Programmazione | Programmazione | Programmazione | Programmazione | Programmazione | Programmazione | Programmazione | Collocazione | Media auditel  | Media auditel |
| Edizione | Rete televisiva | Anno      | Stagione          | Orario      | Durata  | L              | M              | M              | G              | V              | S              | D              | Collocazione | Telespettatori | Share         |
| -------- | --------------- | --------- | ----------------- | ----------- | ------- | -------------- | -------------- | -------------- | -------------- | -------------- | -------------- | -------------- | ------------ | -------------- | ------------- |
| 1ª       | Canale 5        | 2009-2010 | estate-primavera  | 13:40-18:50 | 310 min |                |                |                |                |                |                |                | Day-time     | –              | 18,00%        |
| 2ª       | Canale 5        | 2010      | estate-autunno    | 14:00-18:50 | 290 min | 19,00%         |                |                |                |                |                |                | Day-time     | –              |               |
| 2ª       | Canale 5        | 2011      | inverno-primavera | 14:00-18:50 | 290 min | 16,00%         |                |                |                |                |                |                | Day-time     | –              |               |
| 3ª       | Canale 5        | 2011      | autunno           | 13:40-18:45 | 305 min | 1 300 000      | 10,00%         |                |                |                |                |                | Day-time     |                |               |
| 3ª       | Canale 5        | 2012      | inverno-primavera | 16:05-18:45 | 160 min | 1 300 000      | 10,00%         |                |                |                |                |                | Day-time     |                |               |

### Riepilogo degli ascolti
- Secondo l'auditel, la prima edizione del programma ha totalizzato in media il 18,00% di share (con picchi del 25,00% in alcune puntate) e ha superato ogni domenica la concorrenza di Domenica in condotta da Pippo Baudo.
- Secondo l'auditel, la prima parte della seconda edizione (condotta da Barbara D'Urso) ha replicato il successo della precedente, totalizzando il 19,00% di share in media e ha superato ogni domenica la concorrenza di Domenica in condotta da Lorella Cuccarini. La seconda parte del programma, ovvero dopo il cambio della conduzione, è inizialmente calata, secondo la critica anche a causa del cambiamento di conduzione, per poi riprendere in parte: in media ha totalizzato tra il 16,00% di share dopo il cambio di conduzione (da notare che Massimo Giletti, conduttore di uno dei settori di Domenica in capitanata dalla Cuccarini, era sempre stato vincitore con elevati margini contro il settore di Brachino, il quale ottenne risultati auditel assai inferiori rispetto a quelli ottenuti dal talk della D'Urso con Sgarbi durante la prima edizione).
- Secondo l'auditel, la terza edizione a differenza della precedente non ha avuto un buon successo, anzi non ha mai raggiunto il 14,00% di share facendosi battere ogni volta dalla concorrenza (ancora guidata da Lorella Cuccarini: da notare che Massimo Giletti, conduttore di uno dei settori di Domenica in capitanata dalla Cuccarini, doppiava costantemente il settore di Brachino e, visto il debole traino, la Panicucci fu costantemente battuta dalla Cuccarini). Per questo motivo il contenitore subì un cambiamento, per risollevarne le sorti, che non aiutò il programma, anzi lo peggiorò, toccando addirittura in alcune parti (precisamente nel settore di Gabriele Parpiglia) share inferiori all'8,00%. La media totale infatti era stata del 10,00% di share con circa 1 300 000 spettatori.

## Il passaggio daDomenica CinqueaDomenica Live
Il 18 settembre 2012 la dirigenza di Mediaset decise di varare una quarta edizione di Domenica Cinque, prodotta da Videonews, che sarebbe dovuta andare in onda, in diretta dallo studio 1 del Centro Palatino di Roma, a partire dal 7 ottobre 2012 per tutta la stagione 2012-2013 dalle 13:40 alle 18:50, secondo un format completamente rinnovato e rivisto, stavolta con la conduzione di Alessio Vinci e Sabrina Scampini.
Nelle intenzioni originali, Vinci e la Scampini dovevano essere rispettivamente i conduttori del settore che occupa la fascia del cosiddetto "primo pomeriggio" (in sovrapposizione contro Domenica in... L'arena di Massimo Giletti) in cui si sarebbero affrontati temi legati all'attualità, e del settore che occupa la fascia del cosiddetto "secondo pomeriggio" in cui si sarebbero trattati temi legati alla cronaca rosa.
Il 20 settembre 2012 la stampa italiana sostenne che la dirigenza di Mediaset avrebbe deciso, in tale giorno, di "trasformare" l'ipotetica quarta edizione di Domenica Cinque nella prima edizione del nuovo contenitore Domenica Live, ma Mediaset non ha ufficialmente commentato lo scoop di cui sopra.
Il 22 settembre 2012, nell'attesa della decisione definitiva da parte di Mediaset, si sparsero voci secondo le quali Live sarebbe stato solamente il nome di uno dei settori della quarta edizione di Domenica Cinque, precisamente Domenica Cinque...Live condotto da Alessio Vinci e Domenica Cinque...Cover condotto da Sabrina Scampini., sulla falsariga di Cristina Parodi Live e Cristina Parodi Cover, allora in onda su LA7.
Il 29 settembre 2012, venne ufficializzato tramite un promo il debutto, dal successivo 7 ottobre, di Domenica Live, condotto da Alessio Vinci e Sabrina Scampini: ciò significa che il marchio Domenica Cinque era stato definitivamente archiviato, scelta dovuta ai deludenti risultati Auditel dell'ultima edizione del contenitore domenicale (che, tra l'altro, hanno comportato dapprima la chiusura del segmento Dentro la Notizia di Brachino e poi la chiusura anticipata dell'intero programma il 29 aprile 2012).

## Contenuti
Il programma, essendo stato curato dalla testata giornalistica italiana Videonews, trattava diversi temi durante la puntata, i quali erano discussi attraverso un dibattito di attualità sui fatti principali della settimana appena terminata, una parte dedicata alla musica, in cui ogni settimana un ospite musicale si esibisce con i suoi maggiori successi, mentre il resto del programma è composto da interviste a noti personaggi dello spettacolo, della musica e dello sport, con molte discussioni sugli argomenti principali dei reality show in onda sulle reti Mediaset (come Grande Fratello, La pupa e il secchione), ma anche cronaca di vario tipo e storie personali di gente comune.
In redazione troviamo Alessandra Balletto, Rossella Russo, Francesca Cenci: al programma collaborano le giornaliste Paola Cambiaghi e Simona Minarini. Durante l'intera conduzione, sempre in diretta, di Barbara D'Urso (ovvero dal 20 settembre 2009 al 12 dicembre 2010, tranne che in estate perché il programma non va in onda) durante la trasmissione erano presenti anche frequenti collegamenti esterni, molto ironici a cura del meteorologo Paolo Corazzon, il quale interveniva da varie località italiane con la rubrica Domenica Cinque Meteo.
Durante l'intera conduzione della D'Urso era presente nel programma un valletto (Marco Ceriani) che assisteva, appunto, la D'Urso nel programma: durante la prima edizione di Domenica Cinque erano presenti anche Bruno Cabrerizo (ma costui solo nell'autunno 2009) e poi Franco Villa (arrivato al posto di Bruno nelle successive puntate della prima edizione) con il titolo, ciascuno nella sua epoca precisa, di valletto del pubblico, ovvero, secondo la D'Urso, una simpatica parodia della storica valletta del pubblico de La Corrida.
Durante le varie edizioni del programma, si sono succeduti, nel corso del tempo, alcuni inviati della trasmissione, i quali erano protagonisti di alcuni reportage in chiave ironica riguardanti il protagonista dell'intervista ai personaggi del mondo dello spettacolo. Costoro sono stati, nel corso del tempo, Cristina Del Basso (durante l'intera prima edizione), Francesca Fioretti (durante l'intera prima edizione), Serena Garitta (durante l'intera conduzione della D'Urso), Francesca Cipriani (nell'autunno 2009), Rocco Pietrantonio (nel 2011, durante l'intera conduzione di Brachino) e Veronica Ciardi (dal settembre 2010 all'aprile 2012). Nell'intera terza edizione era presente anche l'astrologo Mauro Perfetti.
Dal 16 gennaio al 18 dicembre 2011 (tranne che in estate perché il programma non andava in onda), a causa del cambio di conduzione e della conseguente divisione delle cinque ore di diretta in due differenti segmenti distinti, avvenne una ridistribuzione degli argomenti, affidando i temi di cronaca nera e di attualità nella prima parte della trasmissione condotta da Claudio Brachino con il titolo di Domenica Cinque... Dentro la notizia, mentre nella seconda parte del programma, dedicata allo spettacolo e al varietà, il programma viene curato e gestito da Federica Panicucci, la quale era circondata da vari opinionisti (tra cui Anna Pettinelli, Micol Ronchi, Sarah Nile, Raffaello Tonon, Éva Henger, Selvaggia Lucarelli, Samantha De Grenet, Laura Drzewicka, Francesca Lukasik, Cristina Del Basso, Francesca Fioretti, Siria De Fazio, Nora Amile, Elena Morali, Ludovica Leoni, Luca Tassinari, Pasqualina Sanna, Monica Ricchetti, Guendalina Canessa, Daniele Interrante, Francesca Cipriani, George Leonard, Carmela Gualtieri, Massimo Maffei, Gabriele Parpiglia, Lory Del Santo e gli inviati del programma Veronica Ciardi e Rocco Pietrantonio), che discutono delle varie vicende legate al gossip e ai vari reality show di Mediaset.

## Sigla
Nella prima edizione condotta da Barbara D'Urso, la sigla ufficiale del contenitore fu Voglio vivere così, e fu suonata dalla band di Vittorio Gucci per i primi 3 mesi e mezzo (ovvero settembre-dicembre 2009) di partecipazione alla trasmissione, poi dal mese di gennaio 2010 (dopo la pausa natalizia e il conseguente restyling) fu riarrangiata ed eseguita dalla Lova Band. Prima della sigla, la conduttrice enunciava un proverbio che cambiava in ogni puntata. Dopo il proverbio partiva la video-sigla, simile a quella dell'omologo Pomeriggio Cinque, ma di durata inferiore. Al termine della video-sigla partivano le immagini dallo studio, dove la band continuava a suonare e a cantare e dove i ballerini eseguivano la coreografia.
Nella seconda edizione la canzone principale del programma cambiò: per questa stagione televisiva venne scelta Quelli belli come noi, sempre eseguita dalla Lova Band diretta da Max Longhi e venne abolita anche la video-sigla; infatti, la conduttrice, per i primi 3 mesi e mezzo di programmazione del contenitore (19 settembre-12 dicembre 2010, cioè nei mesi della sua conduzione), annunciava la trasmissione vestendo i panni di una delle storiche signorine buonasera (diversa ogni settimana), con abbigliamento, capigliatura e immagini in bianco e nero, come accadeva nei lontani anni '50. A seguire, i ballerini iniziavano a ballare sempre in bianco e nero, prima del ritorno dei colori. In seguito Barbara D'Urso annunciava l'inizio della trasmissione vestendo i panni di Fiorella Pierobon avendo alle spalle lo storico sfondo degli annunci di Canale 5 e quindi i ballerini ballavano la sigla interamente a colori.
Con il cambio di conduzione e l'inizio della seconda parte della seconda edizione, cambiò anche la sigla del programma (oltre alla grafica e allo studio): la nuova è intitolata La domenica ed è interpretata dalla conduttrice Federica Panicucci e ballata da Nora Mogalle (altra novità del cast) e poi ripresa dalla Lova Band (Mary Montesano, Barbara Comi, Sewit Villa Jacobs e Marco "Mark" Evans). Il brano era prodotto dal deejay Mario Fargetta, marito della Panicucci. Nella terza edizione invece, per ridurre i costi troppo elevati del programma, vennero completamente eliminate e rimosse, sia la Lova Band, che cantava la sigla del programma e altre varie canzoni, l'intero corpo di ballo (in cui erano presenti, fin dalla primissima puntata della prima edizione, anche Federica Ariafina e Micol Ronchi, affiancate da Nora Mogalle nella seconda edizione) che apriva e inaugurava, con alcuni balli, l'inizio della puntata e molti opinionisti fissi del cast. La sigla appena descritta fu usata durante tutto il periodo di conduzione della Panicucci (quindi dal gennaio 2011 all'aprile 2012).

## Controversie
Nel corso degli anni, Domenica Cinque era stata al centro di alcune controversie:
- Il 5 agosto 2009 Claudio Brachino, in qualità di direttore di Videonews, rilasciò una intervista[5] in cui propose pubblicamente a Fiammetta Cicogna di entrare nel cast di Domenica Cinque, il programma domenicale di Barbara D'Urso che sarebbe poi nato il successivo 20 settembre, nel ruolo di Miss TV[6], cioè una sorta di fatina buona che racconta al telespettatore l'evoluzione della televisione, ovvero avrebbe il ruolo di guidare uno spazio di riflessione sulle evoluzioni dei linguaggi mediali con un ovvio occhio di riguardo alla scatola che la ospita. La critica definì la decisione di Brachino come il tentativo di Mediaset di rispondere alla grazia e alla buona eloquenza di Miriam Leone (all'epoca dei fatti Miss Italia e conduttrice di Unomattina estate), ovvero Fiammetta e Miriam sono le capostipiti di una nuova fase "post-letterine" e tale decisione fu apprezzata dalla critica. Il 2 settembre 2009 Piero Chiambretti propose a Fiammetta Cicogna di entrare nel cast del Chiambretti Night e quindi, implicitamente, di respingere la proposta di Brachino: il successivo 9 settembre lei scelse di rifiutare l'offerta di Brachino[7] per accettare quella di Chiambretti[8] e la critica apprezzò la scelta di Fiammetta (che, in seguitò, poté, secondo la critica proprio grazie a questa scelta[9], iniziare[10] una carriera come conduttrice per Italia 1).
- Nella puntata di Domenica Cinque andata in onda il 2 maggio 2010 la D'Urso guidò il talk dedicato ai reality invitando[11] i cosiddetti esclusi, ovvero i concorrenti che, nel corso degli anni, erano stati espulsi dai vari reality di Mediaset per bestemmia: tale puntata fu bocciata dalla critica e parte del pubblico in studio disapprovò la presenza di quei personaggi.
- La prima edizione di Domenica Cinque, condotta dalla D'Urso, fu definita dalla critica come trash a causa delle forti liti avvenute durante i talk dedicati alle varie vicende del Grande Fratello, ma anche nei talk con Vittorio Sgarbi durante la prima edizione e soprattutto nei talk dedicati alle vicende de La pupa e il secchione - Il ritorno[12] durante la primavera 2010: a causa di tali critiche, il 10 maggio 2010 la d'Urso rilasciò una intervista[13] in cui disse che quando le critiche sono costruttive, se mi insegnano qualcosa, ben vengano. Se per esempio parlano dei miei vestiti o del fatto che certi abiti non siano consoni ad un argomento e penso abbiano ragione, io mi adeguo Domenica Cinque trash? Orgogliosa che non sia volgare.
- Durante l'intera conduzione della D'Urso, a Domenica Cinque era presente il meteorologo Paolo Corazzon, il quale interagiva in maniera comica con la D'Urso[14], ma la critica bollò tali siparietti come trash: in data 25 maggio 2010, sia la D'Urso che Corazzon respinsero le accuse.
- Nella puntata di Domenica Cinque andata in onda il 7 febbraio 2010 Barbara D'Urso intervistò Lele Mora, il quale fece dichiarazioni pesantemente negative[15] nei confronti di Simona Ventura, Ana Laura Ribas, Manuela Arcuri e altri: la critica bollò come trash totalmente inopportuno tale intervista.
- Il 26 settembre 2010 a Domenica Cinque ci fu un litigio tra Fabri Fibra e la D'Urso: precisamente il rapper accusò la D'Urso di aver fatto una intervista "troppo accomodante" a Valerio Scanu[16] e la conduttrice replicò dicendo che tale affermazione non era vera.
- Nella puntata di Domenica Cinque andata in onda il 3 ottobre 2010 la D'Urso guidò il talk dedicato alla cronaca parlando della presunta relazione di Fabrizio Corona con Lele Mora: la critica definì come trash gli interventi di Nina Morić e poi dello stesso Mora in studio[17] (da notare che sia Corona a Striscia la notizia che la Morić e Mora a Domenica Cinque smentirono la presunta relazione tra Mora e Corona).
- Nella puntata di Domenica Cinque andata in onda il 10 ottobre 2010 la D'Urso guidò il talk dedicato alla cronaca parlando del delitto di Avetrana e la critica apprezzò[18] il fatto che il talk fosse non urlato, ricco di spunti e soprattutto di "vere" esclusive della D'Urso che ha aperto il segmento dedicato alla discussione con un lungo applauso del pubblico a Sarah Scazzi con ospiti, in collegamento da Avetrana, Sabrina e Valentina Misseri, insieme a Ivano Scazzi, il fratello della vittima: da notare che l'Osservatorio sui Diritti dei Minori, presieduto a quel tempo da Antonio Marziale, criticò aspramente la presenza di un minore durante tale talk.
- Il 5 dicembre 2010 la critica bocciò[19] il siparietto della D'Urso con la prima ballerina Nora Mogalle avvenuto nella puntata di tale giorno: infatti la critica accusò la D'Urso di aver trattato da stupida la sua collaboratrice dicendo Ma c'erano palloncini qua. Dov'era palloncino, nelle tette? Ma al Moulin Rouge usa così? Ah, non si può al Moulin Rouge? Qua in Italia sì, ci sono tante con palloncini durante il siparietto comico che seguiva il balletto. Da notare che la critica ha definito Nora come una perla rara in mezzo al trash del programma: infatti la critica accusò Domenica Cinque di aver danneggiato la buona immagine che la Mogalle si era creata durante l'edizione 2009-2010 del Chiambretti Night, programma dal quale era stata prelevata per riempire il cast dell'edizione 2010-2011 di Domenica Cinque (definita come povera in quanto nella prima edizione erano presenti Vittorio Sgarbi, Platinette e Rosita Celentano a dar man forte alla D'Urso).
- Il 7 dicembre 2010 Mediaset comunicò la promozione di Barbara D'Urso come conduttrice di Stasera che sera!, versione serale di Domenica Cinque, e quindi il contestuale cambio di conduzione per il programma della domenica pomeriggio: il nuovo conduttore, secondo tale comunicato, doveva essere Claudio Brachino, il quale sarebbe stato affiancato da Alessio Vinci per il settore dedicato alla cronaca (nel primo pomeriggio) e Federica Panicucci per il settore dedicato al varietà (nel secondo pomeriggio). Il 31 dicembre 2010, però, Mediaset decise[20] di escludere Vinci dal programma, il quale fu diviso in due distinti settori: Domenica Cinque... Dentro la Notizia (il settore dedicato alla cronaca, in onda nel primo pomeriggio) con Claudio Brachino e Domenica Cinque... Musica e Parole (il settore dedicato al varietà, in onda nel secondo pomeriggio) con Federica Panicucci.
- Il 9 e 16 gennaio 2011 andò in onda Stasera che sera!, versione serale di Domenica Cinque e questa non è la prima volta che da un contenitore della domenica pomeriggio nasce uno spin-off serale: si veda Quelli di Buona domenica in partita finale, spin-off serale dell'allora contenitore domenicale Buona Domenica andato in onda nel maggio 1995 sotto la conduzione di Gerry Scotti e Gabriella Carlucci. Da notare che la prima serata domenicale è una fascia oraria assai ostica per Canale 5 e tale affermazione è giustificata, infatti, dai flop di Stasera che sera! e, qualche mese dopo, dell'edizione 2011 de Il senso della vita, il talk di Paolo Bonolis: questo dato, secondo parte della critica, giustificherebbe le teorie del complotto (mai smentite da Mediaset) esposte sia sopra che sotto a questo paragrafo.
- Visto il fallimento di Stasera che sera!, parte della critica ipotizzò l'esistenza di una specie di raggiro fatto dallo staff di Videonews ai danni della d'Urso: il presunto raggiro consisterebbe nel dare alla d'Urso la prospettiva di un programma in prima serata (poi rivelatosi un flop) al solo scopo di farle cedere la conduzione di Domenica Cinque a favore di altri, precisamente a favore di Claudio Brachino (all'epoca dei fatti direttore di Videonews) e Federica Panicucci (altro volto di punta di Videonews: inoltre è pubblicamente nota la rivalità tra la Panicucci e la D'Urso). Da notare che la Panicucci ha come agente Lucio Presta, il quale è agente anche di Lorella Cuccarini, all'epoca dei fatti titolare del programma-rivale di Rai 1 Domenica In... Onda, e le due conduttrici, andavano in onda nella stessa fascia oraria, quella del secondo pomeriggio: a causa di quanto detto, parte della critica ipotizzò che dietro alla promozione-rimozione della d'Urso ci fosse "la mano" di Presta (noto agente assai influente presso i vertici di Mediaset), allo scopo di promuovere la carriera della sua assistita (Panicucci).
- Il 20 gennaio 2012, appena tre giorni dopo la chiusura di Stasera che sera! (decisione presa da Pier Silvio Berlusconi a causa degli ascolti fallimentari di tale programma), il settimanale Oggi rivelò[21] al pubblico un presunto complotto (mai smentito da Mediaset) per portare Silvia Toffanin, la moglie di Piersilvio Berlusconi, alla conduzione di Domenica Cinque nel settembre 2011: il presunto piano prevedeva la finta promozione di Barbara D'Urso, che era la conduttrice di Domenica Cinque fino al dicembre 2010, nella prima serata domenicale con l'arrivo di Stasera che sera!, quindi la nomina di Claudio Brachino e Federica Panicucci come conduttori di Domenica Cinque per completare la stagione, ovvero fino al giugno 2011, per poi rimuovere costoro dalla conduzione, usando come movente il calo di ascolti che (effettivamente) il programma ha ottenuto dopo la rimozione della D'Urso, al solo scopo di nominare la Toffanin come nuova conduttrice di Domenica Cinque dal settembre successivo. Da notare che tale presunto complotto, ammesso che sia mai realmente esistito, era stato in parte attuato: infatti il cambio di conduzione avvenuto nel gennaio 2011, ovvero la rimozione della D'Urso dalla conduzione di Domenica Cinque a favore di Claudio Brachino e Federica Panicucci, è un fatto realmente avvenuto e parte della critica aveva definito, in data antecedente alla pubblicazione dello scoop di Oggi, la promozione della D'Urso in prima serata con Stasera che sera! come un pretesto per farle lasciare, appunto, la conduzione di Domenica Cinque.
- La critica ha bocciato[22] la presenza di Federica Panicucci a Domenica Cinque. Precisamente, la conduttrice era stata definita come la pupa da Milano da bere per una Domenica Cinque imbalsamata, era stato bocciato il fatto che la sigla del programma era stata appaltata a Mario Fargetta (marito della Panicucci), la trasmissione è finita imbalsamata da una flemma insostenibilmente soporifera, complice un Claudio Brachino ridotto a "giornalista di appoggio" per una conduttrice poco versatile, la quale sembra limitarsi a fare il compitino senza mai aggiungere nulla di suo e quindi il programma, a causa della conduzione della Panicucci, è "vittima" di un finto buonismo che è più ruffiano del mai celato paraculismo tipico dei programmi di Videonews a proposito dei talk dedicati al Grande Fratello, ndr.
- Il 20 marzo 2011 è successo un fatto incredibile: Quelli che il calcio, contenitore domenicale sportivo di Rai 2 a quell'epoca condotto da Simona Ventura, e Domenica Cinque hanno parlato dello stesso argomento, nella precisa fascia oraria e addirittura le immagini dei servizi di presentazione erano identiche. Notare che entrambi i programmi hanno sede a Milano ed erano in diretta: la critica ha definito come esilarante questa curiosa vicenda[23].
- Nella puntata di Domenica Cinque andata in onda il 27 marzo 2011 Federica Panicucci intervistò Belén Rodríguez in studio[24] per parlare della sua carriera: la Rodríguez, in tale circostanza, dichiarò: Non ho mai fatto un calendario. Un solo servizio in cui si vedeva il seno, che poi era stato impostato come calendario. La critica, oltre a bollare come trash tale intervista, smentì la dichiarazione di Belen citando, come prove a sostegno della propria smentita, il calendario del 2006[25], la copertina di Playboy Italia n. 7 (luglio e agosto 2009) dell'estate 2009[26], il calendario Fer[27] e altri.
- Nella puntata di Domenica Cinque andata in onda il 17 aprile 2011 l'ospite del settore di Brachino fu Guendalina Tavassi[28], una delle concorrenti più popolari del Grande Fratello 11 (la cui puntata finale sarebbe andata in onda il giorno successivo, lunedì 18 aprile) e, secondo la critica, questa fu la prima volta in assoluto che Brachino (probabilmente, secondo la critica, per cercare di risollevare gli ascolti del suo settore Dentro la Notizia) si occupò di vicende legate ai reality: notare che Tavassi era ospite di Brachino precisamente nel talk intitolato Uno contro tutti (in cui l'ospite veniva "processato", con tanto di accusa e difesa, precisamente quattro opinionisti per parte che dibattevano con l'aiuto del pubblico in studio) e la critica definì come trash tale talk (ovvero bocciò le critiche che "l'accusa" fece alla Tavassi).
- Nella puntata di Domenica Cinque andata in onda il 22 maggio 2011 l'ospite del settore di Brachino fu Vittorio Sgarbi[29], appena reduce dal flop del suo programma Ci tocca anche Vittorio Sgarbi su Rai 1, nel talk intitolato Uno contro tutti (in cui l'ospite veniva "processato", con tanto di accusa e difesa, precisamente quattro opinionisti per parte che dibattevano con l'aiuto del pubblico in studio) con Alessandro Cecchi Paone nel ruolo di uno dei suoi accusatori: la critica si stupì del fatto che non ci furono risse (notare che spesso Sgarbi e Paone si erano spesso scontrati ai tempi della conduzione D'Urso).
- Il 29 maggio 2011, ultima puntata della stagione 2010-2011, Federica Panicucci ospitò in studio alcuni dei protagonisti di Tamarreide, programma di Italia 1 condotto da Fiammetta Cicogna: la critica bollò come momento più trash ed esilarante della stagione il baciamano[30] di uno dei tamarri nei confronti della Panicucci.
- Dopo il Capodanno del 2012, il settore condotto da Brachino fu cancellato per bassi ascolti (perché veniva costantemente doppiato negli ascolti dal programma di Rai 1 Domenica In... L'Arena di Massimo Giletti) e fu sostituito da film: da notare che, secondo il palinsesto pubblicitario di Publitalia dell'inverno-primavera 2012, l'ex settore condotto da Brachino era stato sostituito, dal punto di vista puramente formale, dal segmento Domenica Cinque... Film in cui, appunto, veniva trasmesso un film diverso ogni settimana. La critica bollò come mossa disperata questa decisione.
- L'11 dicembre 2011 la critica stroncò[31] la puntata di Domenica Cinque andata in onda in tale giorno: precisamente la critica accusò la Domenica Cinque di Federica Panicucci insegue sempre più la [sezione di Domenica in intitolata] Così è la vita di Lorella Cuccarini a colpi di drammi e polpettoni esistenziali con tanto di strizzacervelli in studio, nella speranza di sopperire al crollo degli ascolti quando si parla del Grande Fratello, ormai in progressivo calo di appeal anche nei contenitori pomeridiani in quanto i dati auditel hanno segnato, durante l'intero autunno 2011, la prevalenza di Rai 1 contro Canale 5.
- Il 18 dicembre 2011 è successo un fatto incredibile: alle ore 15:55 a Quelli che il calcio, contenitore domenicale sportivo di Rai 2, la conduttrice Victoria Cabello presentò l'ospite Vittorio Sgarbi dicendo che lui era il nostro ospite di seconda mano, visto che prima era andato a "Domenica Cinque" per l'ultima puntata[32]: notare che entrambi i programmi hanno sede a Milano e che quindici minuti dopo, precisamente alle ore 16:10, Federica Panicucci annunciò il ritorno della "sua" Domenica Cinque per l'8 gennaio 2012, smentendo, così, l'affermazione della Cabello. In realtà Domenica Cinque, anche se solo in "versione ridotta", tornò solamente il 15 gennaio e, secondo la critica, il settore della Panicucci non fu cancellato, a differenza di quanto accaduto con quello di Brachino, in quanto la verità è che la Domenica Cinque vera e propria [ovvero il settore della Panicucci] deve rimanere [in vita] come spin-off scandalistico sul "Gieffe" e come presidio per certi gossippari duri a morire, anche di fronte all'avanzata [nell'auditel] della Cuccarini. Da notare che la "versione ridotta" della Panicucci (registrata il venerdì sera) fu chiusa il 29 aprile 2012, ovvero poco dopo la chiusura del Grande Fratello 12 datata domenica 1º aprile: notare inoltre che domenica 8 aprile era Pasqua, quindi la puntata registrata venerdì 6 aprile in cui si parlava della finale del Gieffe era stata mandata in onda domenica 15 aprile e nelle ultime due puntate, datate 22 e 29 aprile sono state le uniche puntate (di tutte le tre edizioni) totalmente prive di talk dedicati (a vario titolo) al Gieffe (oppure al gossip ad esso relativo e alle vicende dei concorrenti).
- La presenza di Gabriele Parpiglia (in tutte le edizioni e in vari ruoli) a Domenica Cinque era stata bocciata dalla critica in quanto lui sarebbe il rappresentante del gossip trash e la critica ha particolarmente disapprovato il fatto che lui co-conducesse con la Panicucci il settore Parpigliate (formalmente Domenica Cinque... Gossip) nell'autunno 2011: notare che tale settore fece sprofondare la fascia delle 16:00-16:30 ad un misero 8-9%, facendosi battere, per la prima volta in assoluto nella storia, persino da Rai 3 (ovvero da Licia Colò in Alle falde del Kilimangiaro) e Rai 2 (ovvero da Victoria Cabello in Quelli che il calcio), oltre che da Domenica in su Rai 1.
- Claudio Brachino, in qualità di direttore di Videonews, era stato il capo-autore delle tre prime edizioni di Domenica Cinque, oltre che uno dei conduttori del programma: la critica ha bocciato il suo lavoro, sia come autore che come conduttore. Oltre a quanto detto, la critica bocciò l'ipotesi, analizzata da Mediaset per poi venir scartata, di spostare il talk del sabato pomeriggio condotto da Silvia Toffanin alla domenica pomeriggio al posto di Domenica Cinque a causa dei mediocri risultati auditel che Verissimo ottiene nella sua fascia settimanale abituale: tale ipotesi di spostamento-promozione era stata più volte analizzata da Mediaset, ovvero sia nel dicembre 2011 (quando si discusse se chiudere Domenica Cinque in toto o solo il settore di Brachino) che nel maggio 2012 (quando si discusse se e come fare una eventuale quarta edizione di Domenica Cinque).
- Il 3 agosto 2012 Mediaset ha nominato ufficialmente[33] Alessio Vinci (conduttore di Matrix all'epoca della nomina) come uno dei conduttori di Domenica Cinque e questa è la prima volta in assoluto, dopo la cosiddetta età dell'oro Costanziana, che un conduttore di un programma di seconda serata viene chiamato a guidare la domenica pomeriggio. Da notare che Maurizio Costanzo, storico conduttore del MCS in seconda serata e di Buona Domenica - notare che Costanzo conduceva contemporaneamente, e con molto successo di critica e di auditel, sia il programma domenicale che il talk di seconda serata: Vinci invece ha dovuto abbandonare il talk di seconda serata, sempre perdente contro il rivale di Rai 1 Porta a Porta, per passare al programma domenicale al fine di cercare di contrastare il grande successo auditel del programma di Rai 1 Domenica In... L'Arena di Massimo Giletti, il quale commentò la nomina di Vinci come suo sfidante con molta ironia che dicendo un tempo ovvero dalla stagione 2004-2005 alla stagione 2008-2009 Mediaset schierava contro di me dei "pesi massimi", ovvero Maurizio Costanzo (2004-2006), Paola Perego (2006-2008) e Maria De Filippi (2008-2009) ma gli ascolti hanno sempre premiato noi di Rai 1 contro i tre conduttori citati. Penso che dopo Vinci parafrasando un famoso detto religioso le vie del Signore sono finite!, alludendo al fallimento di Domenica Cinque... Dentro La Notizia nel 2011: notare che tale trasmissione, che era lo sfidante diretto di Domenica In... L'Arena, era guidata dal direttore di Videonews Claudio Brachino, il quale è il superiore gerarchico di Vinci e quindi il Signore che ha finito le vie sarebbe, appunto, il direttore della testata produttrice di Domenica Cinque.
- Secondo l'auditel, le affermazioni di Giletti (che non hanno ricevuto alcun tipo di contestazione o risposta ufficiale da parte di Mediaset) di cui sopra sono parzialmente non veritiere (e infatti la critica[34] ha bocciato tali dichiarazioni), ovvero non ha sempre vinto lui ogni singola domenica e in ogni singola sovrapposizione contro i tre conduttori da lui citati (Costanzo, Perego e De Filippi), come invece da lui erroneamente[34] affermato in molte occasioni nel corso del tempo[35]: ma è certamente vero che Giletti, già vincente con un discreto margine (in media: 19-20% vs 17%) contro il talk (ore 14:00-15:30) della D'Urso con Sgarbi nel 2009-2010, ha sempre doppiato in ogni singola domenica e in ogni singola sovrapposizione il settore di Brachino (in media: 20-21% vs 11%) e, in sovrapposizione, pure la prima parte (ore 16:00-16:30) del settore della Panicucci, il quale poi era perdente contro la Cuccarini. Alla luce dei dati auditel, si può affermare che la rimozione di Barbara D'Urso dalla conduzione di Domenica Cinque ha fatto progressivamente calare gli ascolti della domenica pomeriggio di Canale 5 verso il minimo storico di sempre ottenuto dal duo Brachino-Panicucci nel dicembre 2011, quando ancora il programma era integro e rigorosamente in diretta (notare che la "versione ridotta" della Panicucci ottenne risultati ancora più bassi a causa dell'assenza di quel, seppur inchiodato al basso risultato del 10% circa, traino che il settore di Brachino le garantiva).
- Il 27 luglio 2012 Federica Panicucci era stata ufficialmente[36] rimossa dalla conduzione di Domenica Cinque e la critica ha applaudito a tale decisione con una vignetta ironica[37], con la quale la critica sperava in un profondo rinnovamento del programma: tale speranza fu spenta l'8 settembre 2012, giorno in cui Vinci presentò alla stampa la sua "nuova" Domenica Cinque dicendo che il suo programma sarà all'insegna dell'informazione e la critica bocciò tale scelta citando il fallimento di Brachino (e della Panicucci) come prova a sostegno del proprio dissenso[38] verso l'idea di Vinci.
- In data 8 agosto 2012 Mediaset comunicò ufficialmente la nomina di Alessandra Viero a conduttrice della quarta edizione di Domenica Cinque con Alessio Vinci su Canale 5 a partire dal successivo mese di ottobre, ma in data 18 settembre 2012 Mediaset comunicò ufficialmente[2] la sua rimozione da tale incarico a favore di Sabrina Scampini: la critica, che già aveva bocciato la nomina di Vinci[39] nel mese precedente, non apprezzò questo "balletto delle poltrone".
- Il 23 settembre 2012[3] la stampa italiana rivelò che circa due mesi prima (quindi verso la fine del mese di luglio) tra i conduttori in lizza[3] per la co-conduzione a fianco di Vinci per la quarta edizione di Domenica Cinque c'erano Alessandra Viero (appena reduce dall'esperimento - debole dal punto di vista auditel - di Pomeriggio Cinque Cronaca), la conduttrice uscente (della terza edizione) Federica Panicucci e il giornalista Salvo Sottile, a quell'epoca conduttore di Quinta colonna in prima serata. Panicucci e Sottile furono eliminati dalla scelta in quanto Panicucci e Sottile sono state le vittime sacrificali delle loro manie di espansione, ovvero i pesantissimi flop auditel[3] ottenuti rispettivamente con l'intera terza edizione di Domenica Cinque e con Quinta colonna (una specie di "versione di prima serata" di Pomeriggio Cinque[40] e, quindi, di Domenica Cinque) hanno indotto Mediaset a scartare i loro nomi e, quindi, a ridurre la rosa dei candidati alla sola Viero, inizialmente "vincitrice" della gara in data 8 agosto 2012: il successivo 18 settembre, però, la Viero fu scartata a favore di Sabrina Scampini perché quest'ultima, in quanto co-conduttrice di Sottile in Quarto grado, è più nota, abituata alla "staffetta" nella conduzione (ovvero alla co-conduzione: si veda l'interazione con Sottile a Quarto grado) e più esperta nell'interazione con il pubblico generalista, mentre la Viero è una giornalista legata al canale all-news TGcom24 e quindi, almeno secondo la critica[3], meno adatta della Scampini per un contenitore domenicale lungo (anche se è dividere con un co-conduttore) oltre cinque ore consecutive (13:40-18:50).
- Il 23 settembre 2012 la critica apprezzò[3] la scelta di Sabrina Scampini come co-conduttrice di Alessio Vinci in quanto la Scampini a Quarto grado (e, in generale, nel corso della sua carriera) si è fatta positivamente notare con il suo approccio alla cronaca che si è sempre contraddistinto per puntualità e competenza, da integrare con il valore aggiunto di una bellissima presenza. Nel contenitore domenicale di Mediaset serviva una donna esperta di cronaca e che, dopo le sempre meno credibili D'Urso e Panicucci, riuscisse a coniugare i tempi televisivi e la professionalità giornalistica. Chi meglio della Scampini? Ed è bizzarro che sia proprio la Scampini ad aggiudicarsi la conduzione domenicale [in tandem con Alessio Vinci, su cui per mesi si era fatto il nome come unico conduttore di Salvo Sottile. In una congiuntura ovvero da quando era stato rimosso Brachino da Domenica Cinque in cui la dirigenza di Mediaset ha deciso che chi meno si mette in mostra più va avanti, Panicucci e Sottile sono state le vittime sacrificali delle loro manie di espansione (oggi devono accontentarsi di ciò che hanno), mentre a raddoppiare, "zitti zitti", sono stati i loro rispettivi comprimari ovvero, rispettivamente, Paolo Del Debbio a Mattino Cinque, ora conduttore di Quinta colonna in prima serata, e la Scampini a Quarto grado, ormai prossima alla conduzione domenicale. Curioso, no?[3] e, con tali parole, la critica fece implicitamente notare che se si vuole realizzare un contenitore domenicale giornalistico (il che secondo la critica è, in ogni caso e con qualsiasi conduttore[38][41], una scelta sbagliata[38][41] visto il precedente fallimento di Brachino, anche se decisamente low cost e low profile) servono giornalisti (come Vinci e la Scampini) e non conduttori di varietà (come era la conduttrice uscente Federica Panicucci).
- Il 24 settembre 2012 Davide Maggio ha dato un voto pari a 5 su 10 (cinque decimi[41]) alla scelta di Sabrina Scampini come partner di Alessio Vinci nel contenitore domenicale in quanto lei è poco nota[41] (sia rispetto a Vinci che rispetto a Brachino) e l'impostazione tutta votata sull'informazione già convinceva poco si veda, come "prova provata", il fallimento auditel di Domenica Cinque. Dentro la Notizia di Claudio Brachino nell'autunno 2011 - ndr e l'affiancare una giornalista televisivamente poco conosciuta come è la Scampini - ndr ad Alessio Vinci è anche lui poco noto, specie se paragonato all'ex-conduttore di Domenica Cinque. Dentro la Notizia Claudio Brachino - ndr di certo non aiuterà a lanciare il programma, sul cui destino (nefasto) in molti visto anche il fallimento di Brachino nell'autunno 2011 - ndr sono pronti a scommettere[41].
- Il 29 settembre 2012, subito dopo il TG5 Giorno, Canale 5 trasmise il primissimo spot di annuncio con il quale si invitano i telespettatori a seguire, dal successivo 7 ottobre, il nuovo contenitore Domenica Live, condotto da Alessio Vinci e Sabrina Scampini (i quali sono i protagonisti dello spot di lancio), e questo significa che Domenica Cinque è un marchio definitivamente chiuso, proprio come la stampa italiana aveva anticipato qualche giorno prima.

## Puntate speciali

### Puntata zero
La prima puntata, in onda il 20 settembre 2009, fu in realtà una puntata pilota divisa in due macro segmenti:
- 13:40-15:15 Per i nostri eroi (dedicato al massacro di Kabul del 17 settembre 2009) con Barbara D'Urso e Claudio Brachino
- 15:15-18:50 Prima di Domenica Cinque con Barbara D'Urso

La vera Domenica Cinque partì dunque il 27 settembre 2009.